# Glebast
Ein Glebast  ist eine alte Bezeichnung für einen nichtadligen Rittergutsbesitzer, die noch 1824 bezeugt ist. Das Wort stammt wahrscheinlich aus einer slawischen Sprache, möglicherweise aus dem Polabischen, und ist mit lateinisch gleba, polnisch gleba und russisch glyba verwandt, was jeweils Erdscholle bedeutet.
Im Fürstentum Braunschweig-Wolfenbüttel gab es ein Glebastenamt Bornum, und auch von Rittergutsbesitzern in Verden ist der Begriff bekannt.